# 第比利斯省

第比利斯省（俄语：Тифлисская губернiя）是俄羅斯帝國的一個省，隸屬於高加索總督區，其範圍為今日格鲁吉亚東部。成立於1848年。面積44,607平方公里，1897年人口1,051,032人。首府第比利斯。